# Établissement du matériel de Fourchambault
L'Établissement du matériel de Fourchambault ou ETAMAT de Fourchambault, dans la Nièvre, est une unité de l'armée de terre créé en 1917 et spécialisée dans la réparation et la reconstruction des matériels du génie.

## Histoire
Abritant les ateliers du chemin de fer militaire à partir de 1930, l'établissement de Fourchambault est devenu un établissement de réserve puis du matériel du Génie militaire.
Le 1er juillet 1999, l'établissement a été intégré à la 13e base de soutien du matériel en même temps que les établissements du matériel de Clermont-Ferrand, de Moulins et de la 6e compagnie du 4e régiment du matériel.
À l'été 2005, le détachement de Fourchambault est transféré vers la 15e base de soutien du matériel de Phalsbourg. Il assure la maintenance de blindés légers de l'armée de terre (et de façon accessoire de l'armée de l'air et de la gendarmerie).
La 15e BSMAT est dissoute le 26 juin 2014. Le détachement de Fourchambault subit le même sort.
Mais cette fermeture est particulièrement accompagnée :
- un Plan local de redynamisation signé le 12 mars 2012 entre l'État et les collectivités locales va accompagner les projets économiques de Nevers et ses environs
- le reclassement de tous les agents, civils et militaires, est assuré
- l'emprise de Garchizy-Fourchambault est cédée à la Communauté d'agglomération de Nevers qui va d'une part rétrocéder les bâtiments industriels à Renault Trucks Defense, pérennisant par là l'activité du site désormais externalisée, et a d'autre part des projets de remploi de la réserve foncière, en particulier pour du logement social.